# Alessandria della Rocca
Alessandria della Rocca är en ort och kommun i kommunala konsortiet Agrigento, innan 2015 provinsen Agrigento, i regionen Sicilien i sydvästra Italien. Kommunen hade 2 867 invånare (2017).